# لافرانس سولي
لافرانس سولي (بالنرويجية البوكمول: Lavrans Solli)‏ (مواليد 1992) هو سبّاح نرويجي، مثّل بلاده في الألعاب الأولمبية الصيفية 2012.

## روابط خارجية
- لافرانس سولي على موقع IMDb (الإنجليزية)

لافرانس سولي على موقع الاتحاد الدولي للسباحة (الإنجليزية)
- لافرانس سولي على موقع SwimRankings.net (الإنجليزية)
- لافرانس سولي على موقع أوليمبيديا (الإنجليزية)